# Товарков, Иван Фёдорович Ус
Иван Фёдорович Ус Товарков (ум. после 1485 года) — московский боярин в эпоху Ивана III, один из наиболее известных его послов. Основатель Товарковой слободы на Шане, ныне известной как Товарково Калужской области.

## Биография
Сын боярина Фёдора Григорьевича Товарко (по данным позднейших родословцев ведшего свой род от новгородского боярина Гаврилы Алексича). О ранних годах жизни и начале службы Ивана Фёдоровича ничего не известно.
В 1471 году Иван III послал его в Великий Новгород с ультиматумом в связи с попытками новгородцев перейти под власть польского короля Казимира IV. Товарков, выполнявший также разведывательную миссию, доложил великому князю о расколе в рядах новгородцев и высказался в пользу военного похода, который был вскоре предпринят и привёл к поражению новгородцев в Шелонской битве.
В сентябре 1476 года Товарков вместе с Ю. И. Кутузовым-Шестаком ездил в Псков для разбора жалоб на московского наместника. За заслуги в том же году получил высший чин московского боярина, обладателями которого было не более 12 человек. В январе 1478 года, перед завершением московско-новгородской войны 1477—1478 годов, участвовал в переговорах с новгородцами, изложив в речи, обращённой к самым влиятельным боярам, все требования великого князя и призвав их служить ему по крестной грамоте. Новгородские бояре целовали крест.
В 1480 году Товарков во время стояния на Угре был послан к хану Ахмату «с челобитьем и дары». Задачей Товаркова был выигрыш времени, чтобы довести татар до бедственного положения от морозов и бескормицы. Сначала хан потребовал, чтобы к нему явился сам Иван III. После отказа Товаркова, хан потребовал прислать к нему Ивана Молодого или одного из братьев Ивана III. Товарков искусно лавировал и тянул время. Каждый раз, когда советники Ахмата выставляли жёсткие условия, Товарков отъезжал из его ставки якобы за советом. Подкупал татар деньгами из собственного кармана. В конечном итоге, цель, поставленная перед Товарковым, была достигнута.
В 1483 году Tоварков принимал участие в размежевании земель Ивана III и его брата, удельного князя волоцкого Бориса Васильевича. Все данные говорят о том, что Иван Фёдорович отличался рачительностью, хозяйственной прозорливостью и глубокими познаниями в землеустройстве. Ему поручалось временно «держать» обширнейшие митрополичьи владения.
В 1484 году на дворе Ивана Товаркова пытали пленных новгородцев. Умер предположительно зимой 1486 года.

## Семья
Имел двух сыновей — Андрея Ивановича по прозвищу Дыхало и Ивана Ивановича, ставшего окольничим.